# Grünau
Pronunciação
Grünau é uma localidade do no bairro Treptow-Köpenick em Berlim. Até 2001 fez parte do antigo bairro de Köpenick.
Entre 1747 e 1753, alguns assentamentos foram fundados por Frederico II da Prússia, como Müggelheim, Friedrichshagen e Grünau. A vila, fundada em 1749, foi mencionada pela primeira vez em 1754 com o nome de Grüne Aue. Até 1920, era um município prussiano do antigo distrito de Teltow e fundiu-se a Berlim com o "Ato de Berlim".
Nos Jogos Olímpicos de Verão de 1936, a localidade sediou os eventos de canoagem e remo no curso do Lago Langer.

Localizado no subúrbio sudeste de Berlim, Grünau é limitada (no sudoeste) pela cidade de Schönefeld no estado de Brandemburgo. Dentro de Berlim faz fronteira com as localidades de Bohnsdorf, Altglienicke, Adlershof, Köpenick, Müggelheim e Schmöckwitz.

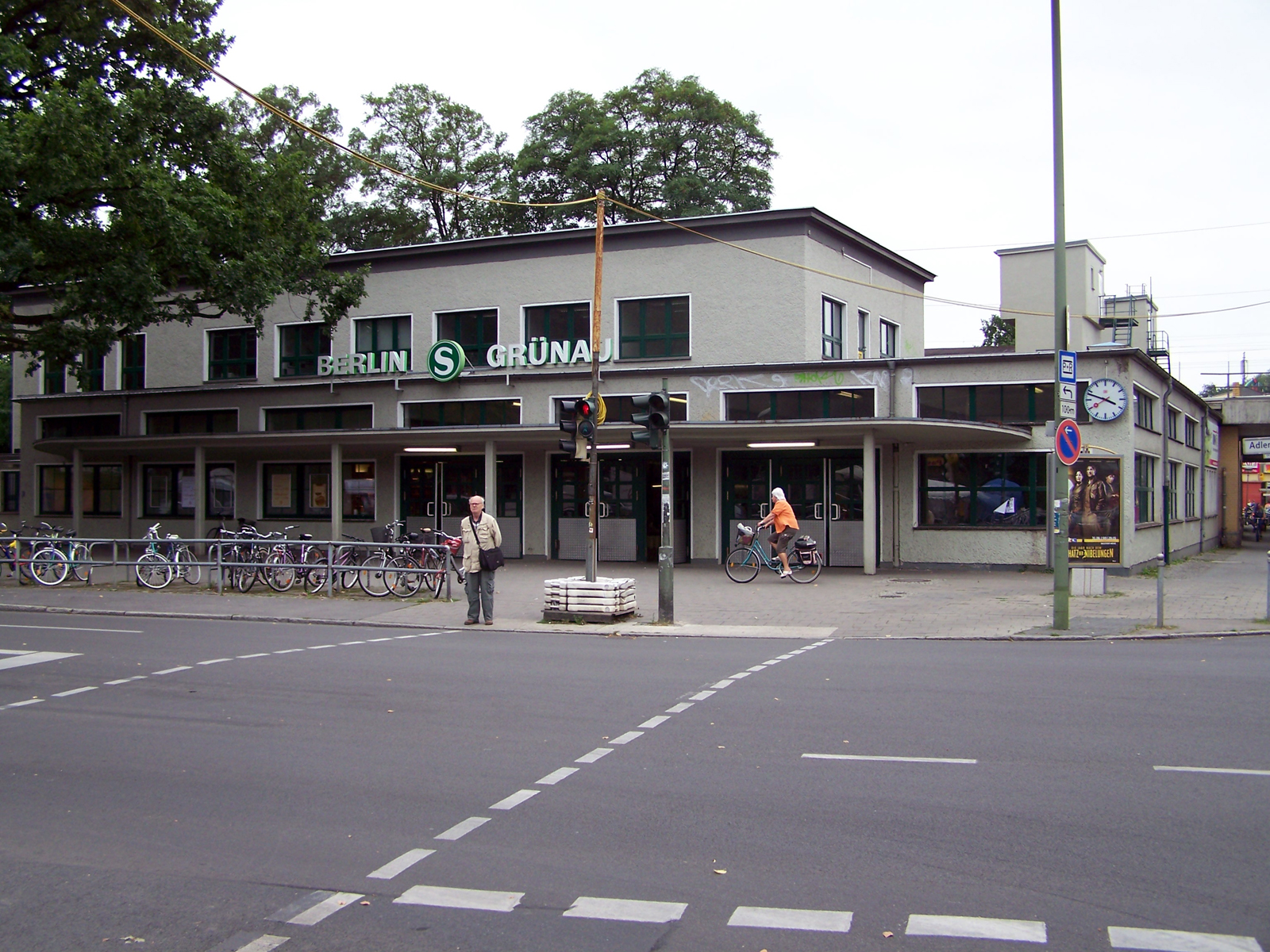
Estação de S-Bahn Grünau

A localidade é atravessada pelo Rio Dahme, um afluente do Rio Spree. 